# Aspidorhynchiformes
Aspidorhynchiformes – rząd ryb promieniopłetwych z grupy nowopłetwych (Neopterygii).
Obecnie rząd jest taksonem monotypowym obejmującym rodzinę Aspidorhynchidae, do której należy co najmniej pięć rodzajów: typowy Aspidorhynchus, Belonostomus, Jonoichthys, Richmondichthys oraz Vinctifer. W zapisie kopalnym występują od środkowej jury (rodzaje Aspidorhynchus, Belonostomus, Jonoichthys i Vinctifer) do kredy (Belonostomus, Richmondichthys, Vinctifer i być może Aspidorhynchus). Ich skamieniałości odkryto zarówno na półkuli północnej, jak i południowej, co dowodzi szerokiego zasięgu występowania tych ryb. Większość z nich prowadziła morski tryb życia.
Aspidorhynchiformes są powszechnie uznawane za takson monofiletyczny, jednak ich pokrewieństwa do innych grup promieniopłetwych nie są w pełni jasne. Początkowo uważano je za pierwotnych przedstawicieli nowopłetwych, niekiedy klasyfikowano w grupie Halecostomi, jednak później powszechny stał się pogląd, że Aspidorhynchiformes należą do doskonałokostnych (Teleostei). Ze względu na występowanie różnych definicji nazwy Teleostei, w niektórych pracach klasyfikowano Aspidorhynchiformes poza tym kladem, jednak jako grupę blisko z nim spokrewnioną. Niezależnie od niejasności nomenklatorycznych, obecnie panuje konsensus, że Aspidorhynchiformes są bliżej spokrewnione ze współczesnymi doskonałokostnymi niż z pozostałymi grupami współczesnych ryb. Ich prawdopodobną grupą siostrzaną są Pachycormiformes.